# Rio Donets
O  rio Donets, também chamado  Seversky Donets (em russo:  Северский Донец, transl. Severskiy Donets) ou Siverskyi Donets (em ucraniano:  Сіверський Донець, transl. Siverskyi Donets), é um curso d'água localizado no sul da Planície europeia oriental. 
Nasce no  Planalto Central da Rússia, ao norte de Belgorod (Rússia), e corre, no seu primeiro trecho, na direção sul-sudoeste e, em seguida, leste; entra na Ucrânia  (Oblasts de Kharkiv, Donetsk e Luhansk) e, enfim, novamente na Rússia (Oblast de Rostov), onde se junta ao Don, a cerca de 100 km do Mar de Azov. Embora tenha suas nascentes em território russo e seja o principal afluente do Don - um rio inteiramente contido em território russo -, a maior parte de curso do Donets encontra-se em território ucraniano. 
O Donets  dá nome à região conhecida como Donbas (uma redução de bacia do Donets), importante região carbonífera da Ucrânia. É o quarto mais longo rio da Ucrânia e o maior da porção leste do país, onde é um recurso hídrico relevante, tanto  para o abastecimento da população como para a indústria. Todavia, ao longo dos anos, a superexploração do rio traduziu-se em redução do nível das águas subterrâneas, desflorestamento e poluição ambiental. Com a queda do volume de água do rio e dada a localização industrial em sua bacia, iniciou-se, na década de 1970, a construção de um canal para ligar o Donets ao Dniepre. A obra foi executada em duas etapas: a primeira, com uma extensão de 269 km, entrou em operação em 1981, e a segunda, iniciada em 1976, foi suspensa em  1996.
Seis represas, construídas entre 1911 e 1914,  tornaram a navegação possível, a montante, até a cidade de Donetsk (Oblast de Rostov, Rússia), a 222 km da foz.  Cada uma dessas represas consiste de uma barragem de concreto, com 100 a 150 metros de comprimento e uma comporta de uma só câmara, com 100 metros de comprimento, 17 m de largura e 2,5 m de profundidade. Entre o fim do século XIX e início do XX, as tentativas feitas  - em parte, por iniciativa de Dmitri Mendeleiev  - para melhorar a rede de barragens foram interrompidas pela Primeira Guerra Mundial, pela Guerra Civil Russa e pela falta de recursos. O desenho obsoleto das barragens prejudica a navegação do rio, que atualmente é bastante limitada.

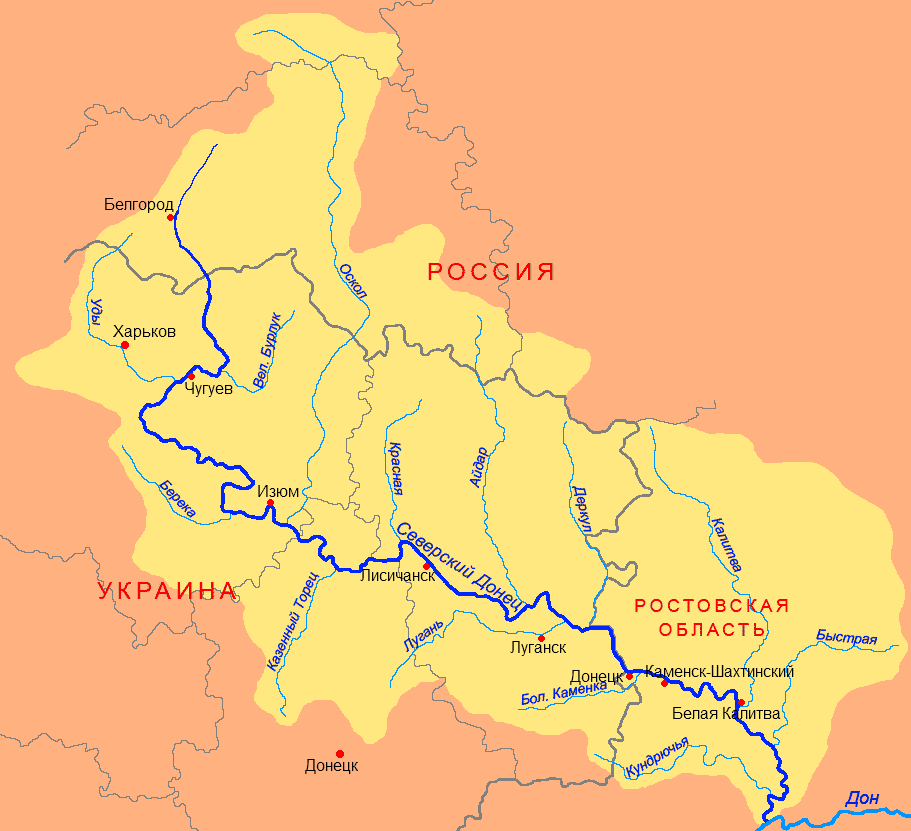
A bacia hidrográfica do Donets com seus tributários

## Etimologia
O nome Don e seu diminutivo, Donets, são derivados do iraniano sármata Dānu ("o rio").   Segundo V. Abaev, especialista em línguas cito-sármatas,  o nome Don deriva do iraniano cito-sármata Dānu (rio). Os cito-sármatas habitaram as áreas ao norte do Mar Negro, entre 1100 a.C. e o início da Idade Média.
No século II,  Ptolemeu conheceu o rio Don, no qual desemboca o Donets, como Tanais,  e os europeus ocidentais reconheceram que o Don tinha um afluente significativo que eles chamavam de "pequeno Tanais" ou "Donetz". O nome eslavo Seversky Donets deriva do fato de que o rio nascia na terra dos Severianos. Como escreveu o cronista italo-polonês Alexander Guagnini (1538-1614): "Há também outro pequeno Tanais, que tem origem no Principado de Seversky (por esta razão é chamado Donets Seversky) e flui para o grande Tanais, acima de Azov". 